# Gennaro Sambiase Sanseverino
Gennaro Sambiase Sanseverino, duca di San Donato, noto anche come Gennaro di San Donato (Sala Consilina, 9 settembre 1821 – Napoli, 27 ottobre 1901), è stato un politico italiano, sindaco di Napoli dal 1876 al 1878, ultimo feudatario di Chianche, ricoprì l'incarico di presidente della relativa provincia dal 1870 sino all'inizio del 1900.
Esponente di idee liberali, ha partecipato attivamente alle lotte del risorgimento italiano ed è stato deputato del Regno d'Italia dal 1861 per quarant'anni fino alla morte. Fu insignito di vari ordini cavallereschi.